# Datuo (köpinghuvudort i Kina, Hunan Sheng, lat 28,06, long 112,95)
Datuo (kinesiska: 大托, 大托镇) är en köpinghuvudort i Kina. Den ligger i provinsen Hunan, i den södra delen av landet, omkring 15 kilometer söder om provinshuvudstaden Changsha. Antalet invånare är 50 344. Befolkningen består av 24 132 kvinnor och 26 212 män. Barn under 15 år utgör 13,0 %, vuxna 15-64 år 78 %, och äldre över 65 år 7,0 %.
Runt Datuo är det tätbefolkat, med 530 invånare per kvadratkilometer. Närmaste större samhälle är Changsha, 15,6 km norr om Datuo. Trakten runt Datuo består till största delen av jordbruksmark.
Genomsnittlig årsnederbörd är 1 710 millimeter. Den regnigaste månaden är maj, med i genomsnitt 305 mm nederbörd, och den torraste är oktober, med 46 mm nederbörd.